# Кім Сон І
Кім Сон І (кор. 김송이, нар. 10 серпня 1994) — північнокорейська настільна тенісистка, бронзова призерка Олімпійських ігор 2016 року.

## Виступи на Олімпіадах
| Олімпіада           | Дисципліна       | Місце |
| ------------------- | ---------------- | ----- |
| Ріо-де-Жанейро 2016 | одиночний розряд | 3     |
| Ріо-де-Жанейро 2016 | командний розряд | 5     |

## Зовнішні посилання
- Кім Сон І — олімпійська статистика на сайті Sports-Reference.com (англ.) (архівна версія)